# Christopher Hatton
Sir Christopher Hatton KG (Holdenby, Northamptonshire; 12 de diciembre de 1540 - Ely Place, Holborn, Londres; 20 de noviembre de 1591) fue un político inglés, lord canciller y favorito de la reina Isabel I. Fue uno de los jueces que declaró a María Estuardo culpable de traición.

## Vida

### Familia y educación
Christopher Hatton fue el segundo hijo de William Hatton († 28 de agosto de 1546) de Holdenby, Northamptonshire, y de su segunda esposa Alice Saunders, hija de Lawrence Saunders de Harrington y Alice Brokesby. Christopher Hatton probablemente tuvo dos hermanos, Thomas y William, quienes, sin embargo, murieron jóvenes y sin hijos, y una hermana llamada Dorothy. Su primer matrimonio fue con John Newport y su segundo matrimonio fue con William Underhill. Como Christopher Hatton permaneció soltero y sin hijos, su sobrino John Newport se convirtió entonces en su heredero.
Poco se sabe sobre la juventud de Hatton. Su educación fue supervisada por su tío materno William Saunders. A los 15 o 16 años Hatton ingresó en el St Mary Hall de la Universidad de Oxford, pero la abandonó sin título. Se matriculó en el Inner Temple el 26 de mayo de 1560, pero no se sabe si recibió el título de abogado.

### Carrera
En 1561, Hatton desempeñó el papel de Maestro del Juego en una mascarada en el Inner Temple y atrajo así en una ocasión similar la atención de la reina Isabel I. Hatton, que era guapo y talentoso, se ganó rápidamente el favor de la reina gracias a su baile. Robert Naunton dijo de él, que “llegó a la corte a través de la Gallarda, porque llegó allí como hombre privado de la Inns of Court en una mascarada y también a través de su actividad y persona, que era alta y hermosa, para ganarse el favor de la reina."
En 1564, Hatton se convirtió en uno de los Caballeros Pensionados de la reina, así como en Caballero de la Cámara Privada y en julio de 1572 en Capitán del Yeomen de la Guardia. El 11 de noviembre de 1577 se convirtió en vicechambelán de la Casa Real y fue admitido en el Consejo Privado. En el mismo mes fue ascendido a Caballero Soltero. En junio de 1578 la reina le entregó Ely Place en Holborn, la casa del obispo de Ely, a pesar de sus contundentes objeciones.
Christopher Hatton fue miembro de la Cámara de los Comunes, inicialmente por Higham Ferrers, desde 1571, y por Northamptonshire desde mayo de 1572. En el Parlamento participó activamente en el procesamiento de John Stubbs y William Parry. En 1576 recibió tierras en Wellingborough de manos de la reina. En 1581, Hatton fue nombrado uno de los negociadores para negociar un matrimonio entre la reina y Francisco, duque de Alençon, aunque se pronunció en contra de un matrimonio así.
Según un informe, Hatton una vez le aseguró a María Estuardo que la llevaría a Londres si la reina Isabel moría. Es cuestionable si esto corresponde a la verdad, ya que Hatton permaneció leal a Isabel durante toda su vida. En una ocasión, en diciembre de 1584, dirigió a 400 miembros de la Cámara de los Comunes en una oración por la seguridad de la reina.
Hatton fue miembro del tribunal que juzgó a Anthony Babington en 1586 y uno de los miembros de la comisión que encontró a María Estuardo culpable de traición al año siguiente. La condenó enérgicamente en el Parlamento y aconsejó a William Davison que transfiriera su orden de ejecución a Fotheringhay.
En 1587, Hatton fue nombrado lord canciller. Aunque tenía pocos conocimientos de legislación, él actuó con inteligencia y criterio. Se decía que sus actitudes religiosas eran casi católicas, pero abordaba las cuestiones religiosas de manera moderada y tolerante. En abril de 1588 fue aceptado como Caballero Compañero de la Orden de la Jarretera.

### Relación con la reina Isabel
Los numerosos nombramientos y obsequios de la reina alimentaron los rumores en los primeros años de su carrera de que Hatton era su amante. Esta acusación fue hecha sobre todo por María Estuardo en 1584. Ciertamente existían estrechas conexiones personales entre ellos. En sus cartas, la reina lo llamaba Lyddes, y se dice que él se refirió a sí mismo como su "oveja" en al menos una carta.
Un regalo que Hatton le dio a la reina fue un anillo, que envió junto con una carta a Sir Thomas Smith para que lo presentara a Isabel. Estaba destinado a ser llevado sobre el pecho, y Hatton reclamó para él "la virtud de desterrar los aires contagiosos y, como me la (la carta) informa, debe ser llevado entre los dulces pechos, el casto nido de la pura firmeza." Sir Robert Cecil informó en agosto de 1591 que la reina, que se encontraba en Portsmouth, llevaba en la gorguera una joya con forma de gaita que le había enviado Hatton. El adorno aludía a los pastores y al apodo que le daba, her mutton (su carnero). Sin embargo, no se puede asumir que los dos hubiesen tenido una relación romántica.

### Activos
Como resultado del avance de su carrera y el afecto, que la reina tenía por él, Hatton se volvió extremadamente rico. A partir de 1583 hizo construir Holdenby House en Northamptonshire, la cual era la casa isabelina de propiedad privada más grande de Inglaterra. Tenía 123 grandes vidrieras, que eran extremadamente caras en ese momento, así como dos grandes patios y era aproximadamente del tamaño del Palacio de Hampton Court. Holdenby House tenía tres pisos y dos grandes salones de estado, uno para el propio Hatton y otro para la reina en caso de que le visitara, lo cual nunca hizo.
Lord Burghley visitó la casa hacia el final de su vida y quedó tan impresionado por la gran escalera desde el vestíbulo a los salones estatales que describió el edificio como inmaculado, diciendo que se había olvidado por completo de sus frágiles pierna,s mientras miraba en ese momento a su alrededor. Hatton incluso hizo reubicar una aldea porque estropeaba la vista desde las ventanas. Sin embargo, los costos de la casa eran tan alto que a Hatton le faltaba a causa de ello dinero durante el resto de su vida.
Para reconstruir su menguante fortuna, Hatton invirtió en algunos de los viajes de Francis Drake, incluida también su piratería. Durante la circunnavegación de Drake, cuando llegó al estrecho de Magallanes, Drake cambió el nombre de su barco a Golden Hinde en honor al escudo de armas de Hatton, que tenía como cresta un ciervo dorado. Hatton obtuvo un beneficio de 2.300 libras esterlinas con esa expedición. Aun así, murió muy endeudado.

### Vida privada
Hatton fue rector de la Universidad de Oxford. Fue promotor de diversos hombres literarios y era, entre otros, amigo de Edmund Spenser. También escribió el cuarto acto de una tragedia llamada Tancred and Gismund. Se escribieron varios elogios con motivo de su muerte.
Christopher Hatton nunca se casó, pero tuvo una hija ilegítima. A su muerte, sus grandes y valiosas posesiones pasaron a su sobrino Sir William Newport, quien tomó el apellido Hatton.

### Muerte
La salud de Hatton empeoró en 1591. La reina lo visitó el 11 de noviembre. Nueve días después él murió en Ely Place. El 16 de diciembre Hatton recibió un funeral de estado en la Catedral de San Pablo, donde se le erigió un gran monumento, el cual, sin embargo, fue destruido en el gran incendio de Londres en 1666.

## Cultura popular
- En la película The Virgin Queen (1955), Christopher Hatton fue interpretado por Robert Douglas.
- En la película Elizabeth: la edad de oro (2007), Christopher Hatton fue interpretado por Laurence Fox.
- En la serie de televisión Elizabeth R (1971), Christopher Hatton fue interpretado por Bernard Horsfall.